# Alchemilla perrieri
Alchemilla perrieri é uma espécie de rosácea do gênero Alchemilla, pertencente à família Rosaceae.